# De Oudkerkermolen
De Oudkerkermolen (Fries: Aldtsjerkermûne) is een poldermolen nabij het Friese dorp Oudkerk, dat in de Nederlandse gemeente Tietjerksteradeel ligt.

## Beschrijving
De Oudkerkermolen, een grondzeiler die even ten westen van het dorp staat, werd in 1864 door een groep boeren gebouwd voor de bemaling van de 160 ha grote Oudkerkerpolder. In 1955 raakte de molen bij een storm ernstig beschadigd. Nog datzelfde jaar werd hij hersteld, waarbij de roeden en de vijzel werden vernieuwd. De Oudkerkermolen deed dienst tot 1970 en werd vijf jaar later gerestaureerd. In 2002 werd de lange spruit vervangen en werd de molen opnieuw geschilderd. De Oudkerkermolen, die niet meer op de Friese boezem is aangesloten, maar nog wel maalvaardig in circuit is, kan op afspraak worden bezichtigd. De molen is eigendom van Stichting Waterschapserfgoed.